# Egipt na Letnich Igrzyskach Olimpijskich 2012
Egipt na Letnich Igrzyskach Olimpijskich 2012, które odbyły się w Londynie, był reprezentowany przez 112 zawodników.
Był to dwudziesty pierwszy start reprezentacji Egiptu na letnich igrzyskach olimpijskich.

## Zdobyte medale
| Medal  | Zawodnik               | Dyscyplina           | Konkurencja | Data       |
| ------ | ---------------------- | -------------------- | ----------- | ---------- |
| Srebro | Alaaeldin Abouelkassem | Szermierka           | Floret      | 31 lipca   |
| Srebro | Abeer Abdelrahman      | Podnoszenie ciężarów | 75 kg       | 3 sierpnia |
| Srebro | Karam Gaber            | Zapasy               | 84 kg       | 6 sierpnia |
| Brąz   | Tarek Yehia            | Podnoszenie ciężarów | 85 kg       | 3 sierpnia |

## Reprezentanci

### Badminton
Kobiety
| Zawodniczka | Konkurencja    | Faza grupowa       | Faza grupowa       | Faza grupowa      | Faza grupowa | 1/8               | Ćwierćfinał       | Półfinał          | Finał             | Finał   |
| Zawodniczka | Konkurencja    | Przeciwnik Punkty  | Przeciwnik Punkty  | Przeciwnik Punkty | Miejsce      | Przeciwnik Punkty | Przeciwnik Punkty | Przeciwnik Punkty | Przeciwnik Punkty | Miejsce |
| ----------- | -------------- | ------------------ | ------------------ | ----------------- | ------------ | ----------------- | ----------------- | ----------------- | ----------------- | ------- |
| Hadia Hosny | gra pojedyncza | Pi H. P 11-21 9-21 | Magee P 17-21 6-21 | —                 | 3.           | NQ                | NQ                | NQ                | NQ                | NQ      |

### Boks
Mężczyźni
| Zawodnik        | Konkurencja | 1/16              | 1/8              | Ćwierćfinał      | Półfinał         | Finał            | Finał   |
| Zawodnik        | Konkurencja | Przeciwnik Wynik  | Przeciwnik Wynik | Przeciwnik Wynik | Przeciwnik Wynik | Przeciwnik Wynik | Miejsce |
| --------------- | ----------- | ----------------- | ---------------- | ---------------- | ---------------- | ---------------- | ------- |
| Ramy El-Awadi   | 49 kg       | BYE               | Pehlivan P 6-20  | NQ               | NQ               | NQ               | NQ      |
| Hesham Yehia    | 52 kg       | Gicharu W 19-16   | Latipov P 11-21  | NQ               | NQ               | NQ               | NQ      |
| Mohamed Ramadan | 60 kg       | Han S-C P 6-11    | NQ               | NQ               | NQ               | NQ               | NQ      |
| Islam El Gendy  | 64 kg       | Káté P 10-16      | NQ               | NQ               | NQ               | NQ               | NQ      |
| Mohamed Hikal   | 75 kg       | Migitinov P 10-16 | NQ               | NQ               | NQ               | NQ               | NQ      |

### Gimnastyka

#### Gimnastyka artystyczna
| Zawodnik      | Konkurencja | Kwalifikacje | Kwalifikacje | Kwalifikacje | Kwalifikacje | Kwalifikacje | Kwalifikacje | Finał  | Finał | Finał   | Finał   | Finał | Finał   |
| Zawodnik      | Konkurencja | Obręcz       | Piłka        | Maczugi      | Wstążka      | Razem        | Miejsce      | Obręcz | Piłka | Maczugi | Wstążka | Razem | Miejsce |
| ------------- | ----------- | ------------ | ------------ | ------------ | ------------ | ------------ | ------------ | ------ | ----- | ------- | ------- | ----- | ------- |
| Yasmin Rostom | Individual  | 23.925       | 23.775       | 25.050       | 23.500       | 96.250       | 23.          | NQ     | NQ    | NQ      | NQ      | NQ    | NQ      |

#### Gimnastyka sportowa
Mężczyźni
| Zawodnik           | Konkurencja           | Kwalifikacje | Kwalifikacje | Kwalifikacje | Kwalifikacje | Kwalifikacje | Kwalifikacje | Kwalifikacje | Kwalifikacje | Finał    | Finał    | Finał    | Finał    | Finał    | Finał    | Finał | Finał   |
| Zawodnik           | Konkurencja           | Przyrząd     | Przyrząd     | Przyrząd     | Przyrząd     | Przyrząd     | Przyrząd     | Razem        | Miejsce      | Przyrząd | Przyrząd | Przyrząd | Przyrząd | Przyrząd | Przyrząd | Razem | Miejsce |
| Zawodnik           | Konkurencja           | FX           | PH           | SR           | VT           | PB           | HB           | Razem        | Miejsce      | FX       | PH       | SR       | VT       | PB       | HB       | Razem | Miejsce |
| ------------------ | --------------------- | ------------ | ------------ | ------------ | ------------ | ------------ | ------------ | ------------ | ------------ | -------- | -------- | -------- | -------- | -------- | -------- | ----- | ------- |
| Mohamed El Saharty | Wielobój indywidualny | 13.900       | 12.600       | 13.566       | 15.466       | 13.400       | 13.666       | 82.598       | 37.          | NQ       | NQ       | NQ       | NQ       | NQ       | NQ       | NQ    | NQ      |

Kobiety
| Salma El Saeed   | Wielobój indywidualny | 12.500 | 13.533 | 12.566 | 13.066 | 51.665 | 41. | NQ | NQ | NQ | NQ | NQ | NQ |
| Sherene El Zeiny | Ćwiczenia wolne       | 11.000 | —      | —      | —      | —      | 82. | NQ | NQ | NQ | NQ | NQ | NQ |

### Jeździectwo

#### Skoki
| Zawodnik                      | Konkurencja   | Kwalifikacje | Kwalifikacje | Kwalifikacje | Kwalifikacje | Kwalifikacje | Kwalifikacje | Kwalifikacje | Kwalifikacje | Finał   | Finał   | Finał   | Finał   | Finał   | Razem | Razem   |
| Zawodnik                      | Konkurencja   | Runda 1      | Runda 1      | Runda 2      | Runda 2      | Runda 2      | Runda 3      | Runda 3      | Runda 3      | Runda A | Runda A | Runda B | Runda B | Runda B | Razem | Razem   |
| Zawodnik                      | Konkurencja   | Kary         | Miejsce      | Kary         | Łącznie      | Miejsce      | Kary         | Łącznie      | Miejsce      | Kary    | Miejsce | Kary    | Łącznie | Miejsce | Kary  | Miejsce |
| ----------------------------- | ------------- | ------------ | ------------ | ------------ | ------------ | ------------ | ------------ | ------------ | ------------ | ------- | ------- | ------- | ------- | ------- | ----- | ------- |
| Karim El Zoghby (Wervel Wind) | indywidualnie | 5            | 53.          | 5            | 10           | 51.          | NQ           | NQ           | NQ           | NQ      | NQ      | NQ      | NQ      | NQ      | NQ    | NQ      |

### Judo
Mężczyźni
| Zawodnik         | Konkurencja | 1/32             | 1/16                 | 1/8                 | Ćwierćfinał      | Półfinał         | Repasaż 1        | Repasaż 2        | Finał            | Finał   |
| Zawodnik         | Konkurencja | Przeciwnik Wynik | Przeciwnik Wynik     | Przeciwnik Wynik    | Przeciwnik Wynik | Przeciwnik Wynik | Przeciwnik Wynik | Przeciwnik Wynik | Przeciwnik Wynik | Pozycja |
| ---------------- | ----------- | ---------------- | -------------------- | ------------------- | ---------------- | ---------------- | ---------------- | ---------------- | ---------------- | ------- |
| Ahmed Awad       | - 66 kg     | BYE              | Al-Derei W 0101-0001 | Karimov P 0000-0002 | NQ               | NQ               | NQ               | NQ               | NQ               | NQ      |
| Hussein Hafiz    | - 73 kg     | BYE              | Murillo W 0020-0003  | Legrand P 0104-0100 | NQ               | NQ               | NQ               | NQ               | NQ               | NQ      |
| Hesham Mesbah    | - 90 kg     | —                | Bolat P 0011-1002    | NQ                  | NQ               | NQ               | NQ               | NQ               | NQ               | NQ      |
| Ramadan Darwish  | - 100 kg    | —                | Fabre P 0002-0011    | NQ                  | NQ               | NQ               | NQ               | NQ               | NQ               | NQ      |
| Islam El Shehaby | + 100 kg    | —                | Makarau P 0002-0021  | NQ                  | NQ               | NQ               | NQ               | NQ               | NQ               | NQ      |

### Kajakarstwo klasyczne
Mężczyźni
| Zawodnik         | Konkurencja | Eliminacje | Eliminacje | Półfinał | Półfinał | Finał | Finał   |
| Zawodnik         | Konkurencja | Czas       | Miejsce    | Czas     | Miejsce  | Czas  | Miejsce |
| ---------------- | ----------- | ---------- | ---------- | -------- | -------- | ----- | ------- |
| Mostafa El Saeed | K-1 200 m   | 40.507     | 20.        | NQ       | NQ       | NQ    | NQ      |
| Mostafa El Saeed | K-1 1000 m  | 4:09.651   | 21.        | NQ       | NQ       | NQ    | NQ      |

### Lekkoatletyka
Mężczyźni
| Zawodnik             | Konkurencja | Eliminacje | Eliminacje | Ćwierćfinał | Ćwierćfinał | Półfinał | Półfinał | Finał | Finał   |
| Zawodnik             | Konkurencja | Wynik      | Miejsce    | Wynik       | Miejsce     | Wynik    | Miejsce  | Wynik | Miejsce |
| -------------------- | ----------- | ---------- | ---------- | ----------- | ----------- | -------- | -------- | ----- | ------- |
| Amr Seoud            | 100 m       | BYE        | BYE        | 10.22       | 22.         | NQ       | NQ       | NQ    | NQ      |
| Amr Seoud            | 200 m       | 20.81      | 36.        | —           | —           | NQ       | NQ       | NQ    | NQ      |
| Mohamed Ahmed Hamada | 800 m       | 1:48.05    | 32.        | —           | —           | 1:48.18  | 22.      | NQ    | NQ      |

| Zawodnik                     | Konkurencja    | Kwalifikacje | Kwalifikacje | Finał | Finał   |
| Zawodnik                     | Konkurencja    | Wynik        | Miejsce      | Wynik | Miejsce |
| ---------------------------- | -------------- | ------------ | ------------ | ----- | ------- |
| Mohamed Fathallah            | skok w dal     | 7.08         | 37.          | NQ    | NQ      |
| Omar Ahmed El Ghazaly        | rzut dyskiem   | 60.26        | 26.          | NQ    | NQ      |
| Mostafa Al-Gamel             | rzut młotem    | 71.36        | 30.          | NQ    | NQ      |
| Ihab Abd ar-Rahman as-Sajjid | rzut oszczepem | 77.35        | 29.          | NQ    | NQ      |

Kobiety
| Zawodniczka | Konkurencja | Eliminacje | Eliminacje | Półfinał | Półfinał | Finał | Finał   |
| Zawodniczka | Konkurencja | Wynik      | Miejsce    | Wynik    | Miejsce  | Wynik | Miejsce |
| ----------- | ----------- | ---------- | ---------- | -------- | -------- | ----- | ------- |
| Noura Samir | 800 m       | DNS        | DNS        | —        | —        | NQ    | NQ      |

### Łucznictwo
Mężczyźni
| Zawodnik      | Konkurencja   | Runda rankingowa | Runda rankingowa | 1/32             | 1/16             | 1/8              | Ćwierćfinał      | Półfinał         | Finał            | Finał   |
| Zawodnik      | Konkurencja   | Wynik            | Roz.             | Przeciwnik Wynik | Przeciwnik Wynik | Przeciwnik Wynik | Przeciwnik Wynik | Przeciwnik Wynik | Przeciwnik Wynik | Pozycja |
| ------------- | ------------- | ---------------- | ---------------- | ---------------- | ---------------- | ---------------- | ---------------- | ---------------- | ---------------- | ------- |
| Ahmed El Nemr | indywidualnie | 644              | 57.              | Duenas (8) W 6-2 | Kuo (40) P 2-6   | NQ               | NQ               | NQ               | NQ               | NQ      |

Kobiety
| Zawodniczka | Konkurencja   | Runda rankingowa | Runda rankingowa | 1/32             | 1/16             | 1/8              | Ćwierćfinał      | Półfinał         | Finał            | Finał   |
| Zawodniczka | Konkurencja   | Wynik            | Roz.             | Przeciwnik Wynik | Przeciwnik Wynik | Przeciwnik Wynik | Przeciwnik Wynik | Przeciwnik Wynik | Przeciwnik Wynik | Pozycja |
| ----------- | ------------- | ---------------- | ---------------- | ---------------- | ---------------- | ---------------- | ---------------- | ---------------- | ---------------- | ------- |
| Nada Kamal  | indywidualnie | 611              | 56.              | Perova (9) P 0-6 | NQ               | NQ               | NQ               | NQ               | NQ               | NQ      |

### Pięciobój nowoczesny
| Zawodnik       | Konkurencja | Szermierka | Szermierka | Szermierka | Pływanie | Pływanie | Pływanie | Jazda konna | Jazda konna | Jazda konna | Kombinacja: strzelanie/bieg przełajowy | Kombinacja: strzelanie/bieg przełajowy | Kombinacja: strzelanie/bieg przełajowy | Suma punktów | Pozycja |
| Zawodnik       | Konkurencja | Wynik      | M.         | Punkty     | Czas     | M.       | Punkty   | Kary        | M.          | Punkty      | Czas                                   | M.                                     | Punkty                                 | Suma punktów | Pozycja |
| -------------- | ----------- | ---------- | ---------- | ---------- | -------- | -------- | -------- | ----------- | ----------- | ----------- | -------------------------------------- | -------------------------------------- | -------------------------------------- | ------------ | ------- |
| Yasser Henfy   | Mężczyźni   | 17-18      | 13.        | 808        | 2:05.90  | 19.      | 1292     | 120         | 28.         | 1080        | 11:25.53                               | 31.                                    | 2260                                   | 5440         | 28.     |
| Amro El Geziry | Mężczyźni   | 18-17      | 11.        | 832        | 1:55.70  | 1.       | 1412     | 344         | 33.         | 856         | 11:42.44                               | 34.                                    | 2192                                   | 5292         | 33.     |
| Aya Medany     | Kobiety     | 20-15      | 8.         | 880        | 2:18.70  | 18.      | 1136     | 76          | 19.         | 1124        | 12:31.92                               | 21.                                    | 1996                                   | 5136         | 16.     |

### Piłka nożna
- Reprezentacja mężczyzn

Grupa C
| Drużyna       | M | W | R | P | G+ | G- | G= | Pkt |
| ------------- | - | - | - | - | -- | -- | -- | --- |
| Brazylia      | 3 | 3 | 0 | 0 | 9  | 3  | +6 | 9   |
| Egipt         | 3 | 1 | 1 | 1 | 6  | 5  | +1 | 4   |
| Białoruś      | 3 | 1 | 0 | 2 | 3  | 6  | -3 | 3   |
| Nowa Zelandia | 3 | 0 | 1 | 2 | 1  | 5  | -4 | 1   |

| 26 lipca 2012 19:45 | Brazylia · Rafael 16' · Damião 26' · Neymar 30' | 3:23:0Raport | Egipt · 52' Aboutreika · 76' Salah | Millennium Stadium, Cardiff Widzów: 26 812 Sędzia: Gianluca Rocchi |
|                     |                                                 |              |                                    |                                                                    |

| 29 lipca 2012 12:00 | Egipt · Salah 40' | 1:1Raport | Nowa Zelandia · 17' Chris Wood | Old Trafford, Manchester Widzów: 50 050 Sędzia: Mark Clattenburg |
|                     |                   |           |                                |                                                                  |

| 1 sierpnia 2012 14:30 | Egipt · Salah 56' · Mohsen 73' · Aboutreika 79' | 3:10:0Raport | Białoruś · 87' Warankau | Hampden Park, Glasgow Widzów: 8 732 Sędzia: Roberto García Orozco |
|                       |                                                 |              |                         |                                                                   |

Ćwierćfinał
| 4 sierpnia 2012 12:00 | Japonia · Nagai 14' · Yoshida 78' · Ōtsu 83' | 3:01:0Raport | Egipt | Old Trafford, Manchester Widzów: 70 772 Sędzia: Mark Geiger |
|                       |                                              |              |       |                                                             |

### Pływanie
Mężczyźni
| Zawodnik      | Konkurencja       | Eliminacje | Eliminacje | Półfinał | Półfinał | Finał     | Finał   |
| Zawodnik      | Konkurencja       | Czas       | Miejsce    | Czas     | Miejsce  | Czas      | Miejsce |
| ------------- | ----------------- | ---------- | ---------- | -------- | -------- | --------- | ------- |
| Mazen Aziz    | 10 km             | —          | —          | —        | —        | 1:54:33.2 | 24.     |
| Shehab Younis | 50 m st. dowolnym | 23.16      | 34.        | NQ       | NQ       | NQ        | NQ      |

Kobiety
| Zawodnik     | Konkurencja       | Eliminacje | Eliminacje | Półfinał | Półfinał | Finał | Finał   |
| Zawodnik     | Konkurencja       | Czas       | Miejsce    | Czas     | Miejsce  | Czas  | Miejsce |
| ------------ | ----------------- | ---------- | ---------- | -------- | -------- | ----- | ------- |
| Farida Osman | 50 m st. dowolnym | 26.34      | 40.        | NQ       | NQ       | NQ    | NQ      |

### Pływanie synchroniczne
| Zawodniczki | Konkurencja | Układ techniczny | Układ techniczny | Układ dowolny (eliminacje) | Układ dowolny (eliminacje) | Układ dowolny (eliminacje) | Układ dowolny (finał) | Układ dowolny (finał)      | Układ dowolny (finał) |
| Zawodniczki | Konkurencja | Punkty           | Miejsce          | Punkty                     | Razem (techniczny + wolny) | Miejsce                    | Punkty                | Razem (techniczny + wolny) | Miejsce               |
| --- | ----------- | ---------------- | ---------------- | -------------------------- | -------------------------- | -------------------------- | --------------------- | -------------------------- | --------------------- |
| Shaza Abdelrahman Dalia El Gebaly                                                                                                  | Duet        | 75.700           | 24.              | 76.400                     | 152.100                    | 24.                        | NQ                    | NQ                         | NQ                    |
| Reem Abdalazem Shaza Abdelrahman Aya Darwish Nour El Afandi Dalia El Gebaly Samar Hassounah Youmna Khallaf Mai Mohamed Mariam Omar | Drużyna     | 77.600           | 7.               | —                          | —                          | —                          | 78.360                | 155.960                    | 7.                    |

### Podnoszenie ciężarów
Mężczyźni
| Zawodnik           | Konkurencja | Rwanie | Rwanie  | Podrzut | Podrzut | Razem  | Pozycja |
| Zawodnik           | Konkurencja | Wynik  | Pozycja | Wynik   | Pozycja | Razem  | Pozycja |
| ------------------ | ----------- | ------ | ------- | ------- | ------- | ------ | ------- |
| Ahmed Saad         | -62 kg      | 130 kg | 9.      | 162 kg  | 9.      | 292 kg | 9.      |
| Mohamed Abd Elbaki | -69 kg      | 145 kg | 6.      | 171 kg  | 11.     | 316 kg | 10.     |
| Ibrahim Ramadan    | -77 kg      | 155 kg | 5.      | 192 kg  | 3.      | 347 kg | 5.      |
| Ragab Abdelhay     | -85 kg      | 165 kg | 8.      | 207 kg  | 5.      | 372 kg | 5.      |
| Tarek Yehia        | -85 kg      | 165 kg | 8.      | 210 kg  | 2.      | 375 kg | brąz    |

Kobiety
| Zawodniczka       | Konkurencja | Rwanie | Rwanie  | Podrzut | Podrzut | Razem  | Pozycja |
| Zawodniczka       | Konkurencja | Wynik  | Pozycja | Wynik   | Pozycja | Razem  | Pozycja |
| ----------------- | ----------- | ------ | ------- | ------- | ------- | ------ | ------- |
| Esmat Mansour     | -69 kg      | 105 kg | 9.      | 130 kg  | 9.      | 235 kg | 7.      |
| Abeer Abdelrahman | -75 kg      | 118 kg | 5.      | 140 kg  | 5.      | 258 kg | srebro  |
| Nahla Ramadan     | +75 kg      | 122 kg | 6.      | 155 kg  | 5.      | 277 kg | 4.      |

### Strzelectwo
Mężczyźni
| Zawodnik      | Konkurencja                | Kwalifikacje | Kwalifikacje | Finał  | Finał   |
| Zawodnik      | Konkurencja                | Punkty       | Miejsce      | Punkty | Miejsce |
| ------------- | -------------------------- | ------------ | ------------ | ------ | ------- |
| Amgad Hosen   | karabin pneumatyczny 10 m  | 591          | 29.          | NQ     | NQ      |
| Mostafa Hamdy | skeet                      | 117          | 18.          | NQ     | NQ      |
| Azmy Mehelba  | skeet                      | 108          | 36.          | NQ     | NQ      |
| Karim Wagih   | pistolet pneumatyczny 10 m | 566          | 38.          | NQ     | NQ      |
| Ahmed Zaher   | trap                       | 117          | 12.          | NQ     | NQ      |

Kobiety
| Zawodniczka    | Konkurencja               | Kwalifikacje | Kwalifikacje | Finał  | Finał   |
| Zawodniczka    | Konkurencja               | Punkty       | Miejsce      | Punkty | Miejsce |
| -------------- | ------------------------- | ------------ | ------------ | ------ | ------- |
| Nourhan Amer   | karabin pneumatyczny 10 m | 391          | 41.          | NQ     | NQ      |
| Mona El Hawary | skeet                     | 51           | 17.          | NQ     | NQ      |

### Szermierka
Mężczyźni
| Zawodnik                                        | Konkurencja      | 1/32             | 1/16                   | 1/8                       | Ćwierćfinały     | Półfinały        | Finał            | Finał   |
| Zawodnik                                        | Konkurencja      | Przeciwnik Wynik | Przeciwnik Wynik       | Przeciwnik Wynik          | Przeciwnik Wynik | Przeciwnik Wynik | Przeciwnik Wynik | Pozycja |
| ----------------------------------------------- | ---------------- | ---------------- | ---------------------- | ------------------------- | ---------------- | ---------------- | ---------------- | ------- |
| Ayman Mohamed Fayez                             | Szpada           | BYE              | Limardo P 13-15        | NQ                        | NQ               | NQ               | NQ               | NQ      |
| Alaaeldin Abouelkassem                          | Floret           | BYE              | Chamley-Watson W 15-10 | Joppich W 15-10           | Cassarà W 15-10  | Choi W 15-12     | Lei P 13-15      | srebro  |
| Tarek Fouad                                     | Floret           | Mostafa W 15-5   | Czeriemisinow P 8-15   | NQ                        | NQ               | NQ               | NQ               | NQ      |
| Anas Mostafa                                    | Floret           | Fouad P 5-15     | NQ                     | NQ                        | NQ               | NQ               | NQ               | NQ      |
| Alaaeldin Abouelkassem Tarek Fouad Anas Mostafa | Floret drużynowo | —                | —                      | Wielka Brytania · P 33-45 | NQ               | NQ               | NQ               | NQ      |
| Mannad Zeid                                     | Szabla           | Yu P 12-15       | NQ                     | NQ                        | NQ               | NQ               | NQ               | NQ      |

Kobiety
| Zawodniczka                                   | Konkurencja      | 1/32                | 1/16                | 1/8                       | Ćwierćfinały        | Półfinały           | Finał               | Finał   |
| Zawodniczka                                   | Konkurencja      | Przeciwniczka Wynik | Przeciwniczka Wynik | Przeciwniczka Wynik       | Przeciwniczka Wynik | Przeciwniczka Wynik | Przeciwniczka Wynik | Pozycja |
| --------------------------------------------- | ---------------- | ------------------- | ------------------- | ------------------------- | ------------------- | ------------------- | ------------------- | ------- |
| Mona Abdel Aziz                               | Szpada           | Hsu P 10-15         | NQ                  | NQ                        | NQ                  | NQ                  | NQ                  | NQ      |
| Iman El Gammal                                | Floret           | Fuenmayor P 9-15    | NQ                  | NQ                        | NQ                  | NQ                  | NQ                  | NQ      |
| Shaimaa El Gammal                             | Floret           | Shaito P 6-7        | NQ                  | NQ                        | NQ                  | NQ                  | NQ                  | NQ      |
| Iman Shaaban                                  | Floret           | BYE                 | Guyart P 2-15       | NQ                        | NQ                  | NQ                  | NQ                  | NQ      |
| Iman El Gammal Shaimaa El Gammal Iman Shaaban | Floret drużynowo | —                   | —                   | Wielka Brytania · P 34-45 | NQ                  | NQ                  | NQ                  | NQ      |
| Salma Zien                                    | Szabla           | Wozniak P 6-15      | NQ                  | NQ                        | NQ                  | NQ                  | NQ                  | NQ      |

### Taekwondo
| Zawodnicy          | Konkurencja | 1/8              | Ćwierćfinał      | Półfinał         | Repasaż 1        | Repasaż 2        | Finał            | Finał   |
| Zawodnicy          | Konkurencja | Przeciwnik Wynik | Przeciwnik Wynik | Przeciwnik Wynik | Przeciwnik Wynik | Przeciwnik Wynik | Przeciwnik Wynik | Pozycja |
| ------------------ | ----------- | ---------------- | ---------------- | ---------------- | ---------------- | ---------------- | ---------------- | ------- |
| Tamer Bayoumi      | 58 kg       | Mamayev W 0-0    | Lee P 10-10      | NQ               | Karaket P 4-6    | NQ               | NQ               | NQ      |
| Abdel Rahman Osama | 80 kg       | Mollet P 8-8     | NQ               | NQ               | NQ               | NQ               | NQ               | NQ      |
| Hedaya Wahba       | 57 kg       | Cheong W 17-6    | Harnois P 6-8    | NQ               | NQ               | NQ               | NQ               | NQ      |
| Seham El Sawalhy   | 67 kg       | Johansson P 0-6  | NQ               | NQ               | NQ               | NQ               | NQ               | NQ      |

### Tenis stołowy
Mężczyźni
| Zawodnik                               | Konkurencja       | Eliminacje       | Runda 1          | Runda 2          | Runda 3          | Runda 4          | Ćwierćfinały     | Półfinały        | Finał            | Finał   |
| Zawodnik                               | Konkurencja       | Przeciwnik Wynik | Przeciwnik Wynik | Przeciwnik Wynik | Przeciwnik Wynik | Przeciwnik Wynik | Przeciwnik Wynik | Przeciwnik Wynik | Przeciwnik Wynik | Pozycja |
| -------------------------------------- | ----------------- | ---------------- | ---------------- | ---------------- | ---------------- | ---------------- | ---------------- | ---------------- | ---------------- | ------- |
| Omar Assar                             | singel            | BYE              | Zhmudenko W 4-1  | Gionis P 0-4     | NQ               | NQ               | NQ               | NQ               | NQ               | NQ      |
| El-Sayed Lashin                        | singel            | BYE              | Gerell W 4-3     | Primorac W 4-3   | Mizutani P 1-4   | NQ               | NQ               | NQ               | NQ               | NQ      |
| Omar Assar El-Sayed Lashin ِAhmed Saleh | turniej drużynowy | —                | —                | —                | —                | Austria · P 0-3  | NQ               | NQ               | NQ               | NQ      |

Kobiety
| Zawodniczka                                  | Konkurencja       | Eliminacje       | Runda 1          | Runda 2          | Runda 3          | Runda 4          | Ćwierćfinały     | Półfinały        | Finał            | Finał   |
| Zawodniczka                                  | Konkurencja       | Przeciwnik Wynik | Przeciwnik Wynik | Przeciwnik Wynik | Przeciwnik Wynik | Przeciwnik Wynik | Przeciwnik Wynik | Przeciwnik Wynik | Przeciwnik Wynik | Pozycja |
| -------------------------------------------- | ----------------- | ---------------- | ---------------- | ---------------- | ---------------- | ---------------- | ---------------- | ---------------- | ---------------- | ------- |
| Nadeen El-Dawlatly                           | singel            | BYE              | Skov P 0-4       | NQ               | NQ               | NQ               | NQ               | NQ               | NQ               | NQ      |
| Dina Meshref                                 | singel            | Edem W 4-2       | Noskova W 4-3    | Samara P 1-4     | NQ               | NQ               | NQ               | NQ               | NQ               | NQ      |
| Nadeen El-Dawlatly Raghad Magdy Dina Meshref | turniej drużynowy | —                | —                | —                | —                | Holandia · P 0-3 | NQ               | NQ               | NQ               | NQ      |

### Wioślarstwo
Mężczyźni
| Zawodnik                 | Konkurencja                  | Eliminacje | Eliminacje | Repasaż | Repasaż    | Ćwierćfinał | Ćwierćfinał | Półfinał | Półfinał | Finał   | Finał   |
| Zawodnik                 | Konkurencja                  | Czas       | Miejsce    | Czas    | Miejsce    | Czas        | Miejsce     | Czas     | Miejsce  | Czas    | Miejsce |
| ------------------------ | ---------------------------- | ---------- | ---------- | ------- | ---------- | ----------- | ----------- | -------- | -------- | ------- | ------- |
| Nour Eldein Mohamed      | jedynka                      | 7:06.17    | 3. (QF)    | BYE     | BYE        | 7:23.12     | 6. (P C/D)  | 7:44.53  | 4. (F D) | 7:27.19 | 15.     |
| Omar Sobhy Mohamed Nofal | dwójka podwójna wagi lekkiej | 6:59.57    | 5. (R)     | 6:57.06 | 6. (P C/D) | —           | —           | 7:19.29  | 4. (F D) | 7:27.19 | 20.     |

Kobiety
| Zawodniczka              | Konkurencja                  | Eliminacje | Eliminacje | Repasaże | Repasaże | Ćwierćfinał | Ćwierćfinał | Półfinał | Półfinał | Finał   | Finał   |
| Zawodniczka              | Konkurencja                  | Czas       | Miejsce    | Czas     | Miejsce  | Czas        | Miejsce     | Czas     | Miejsce  | Czas    | Miejsce |
| ------------------------ | ---------------------------- | ---------- | ---------- | -------- | -------- | ----------- | ----------- | -------- | -------- | ------- | ------- |
| Sara Ashraf Fatma Rashed | dwójka podwójna wagi lekkiej | 7:45.23    | 6. (R)     | 7:54.01  | 6. (F C) | —           | —           | BYE      | BYE      | 8:14.17 | 17.     |

### Zapasy
Mężczyźni
Styl klasyczny
| Zawodnik                | Konkurencja | Kwalifikacje        | 1/8              | Ćwierćfinał      | Półfinał         | Repasaż 1        | Repasaż 2            | Finał            | Finał   |
| Zawodnik                | Konkurencja | Przeciwnik Wynik    | Przeciwnik Wynik | Przeciwnik Wynik | Przeciwnik Wynik | Przeciwnik Wynik | Przeciwnik Wynik     | Przeciwnik Wynik | Miejsce |
| ----------------------- | ----------- | ------------------- | ---------------- | ---------------- | ---------------- | ---------------- | -------------------- | ---------------- | ------- |
| Mohamed Abu Halima      | -55 kg      | Mango P 0-3         | NQ               | NQ               | NQ               | NQ               | NQ                   | NQ               | NQ      |
| Sayed Abdel Monem       | -60 kg      | BYE                 | Lashkhi P 0-3    | NQ               | NQ               | BYE              | Kuramagomiedow P 0-3 | NQ               | NQ      |
| Ashraf El Gharably      | -66 kg      | BYE                 | Huacon W 3-1     | Cchadaia P 0-3   | NQ               | NQ               | NQ                   | NQ               | NQ      |
| Islam Tolba             | -74 kg      | Žugaj P 0-3         | NQ               | NQ               | NQ               | NQ               | NQ                   | NQ               | NQ      |
| Karam Gaber             | -84 kg      | BYE                 | Žugaj W 3-1      | Noumonvi W 3-1   | Janikowski W 3-1 | NQ               | NQ                   | Chugajew P 0-3   | srebro  |
| Mohamed Abdel Fatah     | -96 kg      | Dziejniczenka P 1-3 | NQ               | NQ               | NQ               | NQ               | NQ                   | NQ               | NQ      |
| Abdel Rahman El-Trabely | -120 kg     | BYE                 | López P 0-3      | NQ               | NQ               | BYE              | Pherselidze P 1-3    | NQ               | NQ      |

Styl wolny
| Zawodnik         | Konkurencja | Kwalifikacje          | 1/8               | Ćwierćfinał      | Półfinał         | Repasaż 1        | Repasaż 2        | Finał            | Finał   |
| Zawodnik         | Konkurencja | Przeciwnik Wynik      | Przeciwnik Wynik  | Przeciwnik Wynik | Przeciwnik Wynik | Przeciwnik Wynik | Przeciwnik Wynik | Przeciwnik Wynik | Miejsce |
| ---------------- | ----------- | --------------------- | ----------------- | ---------------- | ---------------- | ---------------- | ---------------- | ---------------- | ------- |
| Ibrahim Farag    | -55 kg      | Khinchegashvili P 1-3 | NQ                | NQ               | NQ               | Welikow P 0-3    | NQ               | NQ               | NQ      |
| Hassan Medany    | -60 kg      | BYE                   | Pais W 3-1        | Ri P 1-3         | NQ               | NQ               | NQ               | NQ               | NQ      |
| Abdo Omar        | -66 kg      | BYE                   | Safaryan P 0-5    | NQ               | NQ               | NQ               | NQ               | NQ               | NQ      |
| Saleh Emara      | -96 kg      | BYE                   | Gogszelidze P 0-5 | NQ               | NQ               | NQ               | NQ               | NQ               | NQ      |
| El-Desoki Ismail | -120 kg     | BYE                   | Dlagnev P 1-3     | NQ               | NQ               | NQ               | NQ               | NQ               | NQ      |

Kobiety
| Zawodniczka | Konkurencja | Kwalifikacje     | 1/8              | Ćwierćfinał      | Półfinał         | Repasaż 1        | Repasaż 2        | Finał            | Finał   |
| Zawodniczka | Konkurencja | Przeciwnik Wynik | Przeciwnik Wynik | Przeciwnik Wynik | Przeciwnik Wynik | Przeciwnik Wynik | Przeciwnik Wynik | Przeciwnik Wynik | Miejsce |
| ----------- | ----------- | ---------------- | ---------------- | ---------------- | ---------------- | ---------------- | ---------------- | ---------------- | ------- |
| Rabab Sayed | -55 kg      | BYE              | Lazareva P 0-5   | NQ               | NQ               | NQ               | NQ               | NQ               | NQ      |

### Żeglarstwo
Mężczyźni
| Zawodnik     | Konkurencja | Wyścig | Wyścig | Wyścig | Wyścig | Wyścig | Wyścig | Wyścig | Wyścig | Wyścig | Wyścig | Wyścig | Punkty | Finałowa pozycja |
| Zawodnik     | Konkurencja | 1      | 2      | 3      | 4      | 5      | 6      | 7      | 8      | 9      | 10     | M*     | Punkty | Finałowa pozycja |
| ------------ | ----------- | ------ | ------ | ------ | ------ | ------ | ------ | ------ | ------ | ------ | ------ | ------ | ------ | ---------------- |
| Ahmed Habash | RS:X        | 38     | 38     | 36     | 37     | 34     | 38     | 38     | 38     | DNF    | 37     | NQ     | 334    | 38.              |